# Satellite pastore

Prometeo (a destra) e Pandora (a sinistra) sono due satelliti in orbita vicino all'anello F di Saturno. Solo Prometeo è considerato un satellite pastore.

Si definisce satellite pastore un satellite naturale che con la sua particolare orbita in prossimità di un anello planetario, contribuisce a mantenerlo stabile pur modificandone la forma e l'estensione attraverso meccanismi di interazione gravitazionale. Inoltre contribuisce, come si è scoperto dalle osservazioni effettuate dall'orbiter della missione spaziale Cassini-Huygens, alle numerose divisioni possibili all'interno dell'anello.

## Scoperta
Satelliti di questo tipo erano già stati teorizzati nel 1979. Le osservazioni degli anelli di Urano avevano mostrato che essi erano molto sottili e ben definiti, con nette separazioni tra gli anelli. Per spiegare questo fatto si ipotizzò la presenza di due satelliti che delimitavano ogni anello. Le prime immagini dei due satelliti furono inviate nel corso dell'anno da Voyager 1.

## Meccanismo
La presenza di satelliti pastore era stata ipotizzata anche come possibile soluzione per l'esistenza degli anelli più vistosi e noti del sistema solare, quelli del pianeta Saturno, ma la loro conferma è stata possibile solo grazie alle missioni esplorative del sistema solare effettuate dalla NASA a partire dagli anni settanta.
In particolare si deve lo studio approfondito del fenomeno alla Cassini-Huygens, che grazie alla risoluzione ottenibile dagli strumenti a bordo dell'orbiter ha permesso di osservare anche le particolari interazioni tra Giano ed Epimeteo che nel loro compito di "pastori" si scambiano ciclicamente il posto dalla posizione più interna a quella più esterna. Altri effetti sono dati ad esempio dalla presenza dell'anello F, che risulta mantenuto integro, anche se deformato, dalla reciproca azione dei due satelliti Pandora e Prometeo, o dell'opera di Pan, che con la sua presenza spazza letteralmente i detriti mantenendo integra la divisione di Encke.
L'azione di satelliti pastori è quasi certamente responsabile dei meno evidenti anelli presenti attorno agli altri giganti gassosi del sistema solare esterno, Giove, Urano e Nettuno.

## Esempi

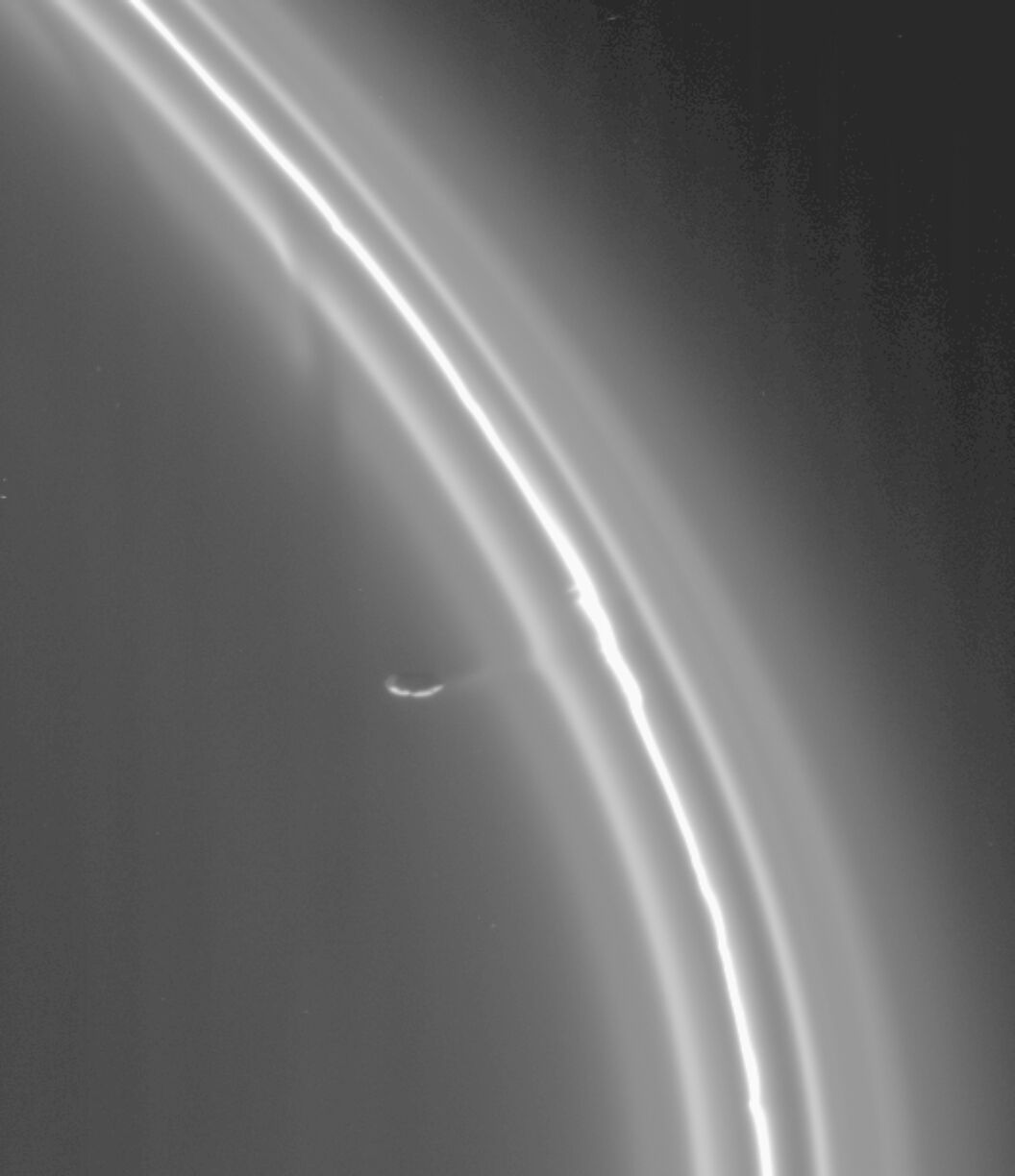
Il satellite Prometeo disturba gravitazionalmente l'anello F del sistema di anelli in orbita attorno al pianeta Saturno

### Giove
Alcuni dei satelliti più interni di Giove, in particolare Metis e Adrastea, si trovano all'interno del sistema di anelli del pianeta e anche entro il suo limite di Roche. È possibile che questi anelli siano composti di materiale strappato dai due satelliti dalla forza di marea di Giove, probabilmente facilitata dagli impatti sulla loro superficie.

### Saturno
Nel complesso sistema degli anelli di Saturno sono presenti alcuni satelliti pastore. Tra questi da citare Prometeo (anello F), Dafni (divisione di Keeler), Pan (divisione di Encke), Giano e Epimeteo (entrambi nell'anello A ).

### Urano
Anche Urano ha due satelliti pastore nell'anello Epsilon, Cordelia e Ofelia che sono rispettivamente il pastore interno e quello esterno.
Entrambi i satelliti sono ben all'interno del raggio dell'orbita sincrona del pianeta e pertanto le loro orbite tendo a decadere lentamente a causa della decelerazione mareale.

### Nettuno
In base alle osservazioni fatte dalla Terra gli anelli di Nettuno sembravano essere costituiti solo da archi di circonferenza incompleti, ma le immagini riprese dalla sonda Voyager 2 mostrarono che si trattava invece di anelli completi con grumi di materia più luminosa. Si ritiene che la causa di questi addensamenti sia dovuta all'influenza gravitazionale del satellite pastore Galatea e probabilmente di altri satelliti non ancora individuati.

### Pianeti minori
Sono stati identificati anelli anche attorno ad alcuni asteroidi centauri. Gli anelli di Chariklo, attorno al centauro 10199 Chariklo, sono molto ben definiti e si ritiene che siano di formazione recente oppure tenuti in posizione dalla presenza di un pastore di massa paragonabile a quella degli anelli. 
Si ritiene che anche Chirone, il prototipo degli asteroidi centauri, abbia anelli di forma simile a quelli di Chariklo.